# Andrzej Bogusławski
Andrzej Stanisław Bogusławski (sinh ngày 1 tháng 12 năm 1931) là một nhà bác ngữ học, ngữ nghĩa học, ký hiệu học và triết học ngôn ngữ người Ba Lan nổi tiếng quốc tế. Vốn là một chuyên gia về ngôn ngữ Nga, mối quan tâm của ông sau đó mở rộng sang tri thức luận về ngôn ngữ và ngôn ngữ học.
Trong thời gian thiết quân luật ở Ba Lan, ông đã bị bắt giam vì đã từ chối ký lời thề trung thành dẫn đến các cuộc phản đối quốc tế. Ông là giáo sư danh dự tại Đại học Warszawa.

## Sự nghiệp
Công việc ban đầu của ông tập trung vào ngôn ngữ Nga và sau đó chuyển sang lý thuyết về ngôn ngữ. Ông trở thành thành viên của Ủy ban ngữ văn của Học viện Khoa học Ba Lan, thành viên của Hiệp hội Khoa học Warsaw, thành viên quốc gia của Học viện Ba Lan, và trong nhiều năm là giám đốc khoa Ngôn ngữ trang trọng tại Đại học Warsaw.

### Giam giữ chính trị
Ngày 13 tháng 12 năm 1981, ông bị bắt và bị chính quyền Ba Lan giam giữ vì đã từ chối ký lời thề trung thành. Noam Chomsky, cùng với nhiều học giả khác, đã kêu gọi trả tự do cho ông. Ông được trả tự do vào ngày 16 tháng 7 năm 1982.

## Nghiên cứu
Các mối quan tâm nghiên cứu của Bogusławski trải dài từ từ vựng học, ngữ pháp, ngữ nghĩa, ký hiệu học cho đến logic hình thức và nguồn gốc của ngôn ngữ trong triết học và thần học. Ông hợp tác với Anna Wierzbicka trong việc nghiên cứu ngôn ngữ ngữ nghĩa tự nhiên và được bà ghi nhận là người đã làm sống lại khái niệm về "bảng chữ cái của tư tưởng con người" của Leibniz, hay còn gọi là Lingua Mentalis. Bogusławski là một học giả được thừa nhận trong lĩnh vực Lý thuyết về ngôn ngữ và phương pháp nghiên cứu trong nhánh ngữ hệ Ấn-Âu, đặc biệt là các ngôn ngữ Slav. Ông cũng quan tâm đến ngữ nghĩa học, từ vựng học, từ điển học, ngữ dụng học, cú pháp học, biến tố, âm vị học thần học, lý thuyết về văn bản và dịch thuật, ký hiệu học và lý thuyết văn học.
Ông đã có những đóng góp nguyên bản về phương pháp luận ngữ nghĩa và cơ sở lý thuyết về hình thái học đồng bộ, từ vựng học, từ điển học. Vào những năm 1960, ông đã đưa ra giả thuyết về sự xuất hiện của quá trình tạo ngôn ngữ tự nhiên với sự hỗ trợ của các đơn vị ngôn ngữ cơ bản. Vào những năm 1970, ông đã công nhận một lý thuyết về ngữ pháp hoạt động, trong đó liên hệ các yếu tố ngôn ngữ với cú pháp. Điều này đã giúp nâng cao hiểu biết về cách các lĩnh vực của ngôn ngữ bên trong được phân định và ông đã hỗ trợ sự phát triển của nghiên cứu thực nghiệm về ngôn ngữ học. Ông đã đặt ra cơ sở phương pháp luận của từ điển học đồng bộ đương thời. Ông cũng đã khám phá các biên giới của ngôn ngữ và triết học.

## Vinh danh
- Năm 2001, ông được vinh danh bằng một cuốn Festschrift nhân dịp sinh nhật lần thứ 70 của mình.[5]
- Năm 2003, ông được trao tặng Huy chương của Chỉ huy với Ngôi sao của Huân chương Polonia.[6]
- Vào ngày 16 tháng 5 năm 2012, Andrzej Bogusławski được Đại học Torun trao bằng tiến sĩ danh dự.[7]

## Công trình
Bogusławski là tác giả của hơn 400 ấn phẩm và là biên tập viên của các cuốn từ điển Ba Lan-Nga và Nga-Ba Lan. Ông đã xuất bản bằng tiếng Ba Lan, tiếng Nga và tiếng Anh.